# قرار مجلس الأمن التابع للأمم المتحدة رقم 372
قرار مجلس الأمن التابع للأمم المتحدة رقم 372، الذي اعتمد بالإجماع في 18 أغسطس 1975، بعد النظر في طلب جمهورية الرأس الأخضر للانضمام إلى عضوية الأمم المتحدة، أوصى المجلس الجمعية العامة بقبول جمهورية الرأس الأخضر.